# Vladimir Smirnov
Vladimir Smirnov (în rusă Владимир Викторович Смирнов) sau Volodîmîr Smîrnov (în ucraineană Володимир Вікторович Смирнов; n. 20 mai 1954, Rubijne, RSS Ucraineană, URSS – d. 28 iulie 1982, Roma, Italia) a fost un scrimer sovietic, laureat cu aur la floretă individual, cu argint la floretă pe echipe și cu bronz la spadă pe echipe, tot la Moscova 1980. A fost și campion mondial la individual în 1981 și dublu campion mondial pe echipe în 1979 și în 1981. Accidentul fatal pe care l-a suferit la Campionatul Mondial din 1982 a impulsionat dezvoltarea standardelor de siguranță în scrimă.